# Голямо-Крушево
Голямо-Крушево (болг. Голямо Крушево) — село в Болгарии. Находится в Ямболской области, входит в общину Болярово. Население составляет 299 человек.

## Политическая ситуация
В местном кметстве Голямо-Крушево, в состав которого входит Голямо-Крушево, должность кмета (старосты) исполняет Костадин Стоянов Иванов (Болгарская социалистическая партия (БСП)) по результатам выборов.
Кмет (мэр) общины Болярово — Христо Димитров Христов (Болгарская социалистическая партия (БСП)) по результатам выборов.